# 18 (UKSF) Signal Regiment
Il 18 (UKSF) Signal Regiment è un reggimento del Royal Corps of Signals del British Army che fornisce servizi di comunicazione e informazione per le United Kingdom Special Forces. Il reggimento include squadroni dei corpi di trasmissione appartenenti sia ai Royal Corps of Signals sia alla Royal Navy.

## Storia
Il reggimento segue le orme del 18 Signal Regiment nato nel 1959 a Singapore come parte delle Forze di terra del Lontano Oriente, che furono sciolte il 1º dicembre 1971. Il 18 (UKSF) Signal Regiment fu istituito segretamente nell'aprile 2005.
Il reggimento fu formato intorno alle unità preesistenti del Special Air Service e dello Special Boat Service, in particolare il 264 (SAS) Signal Squadron basato a Stirling Lines, Herefordshire, il SBS Signal Squadron di base a RM Poole, Dorset e il 63 (SAS) Signal Squadron (V) del Territorial Army (attualmente Army Reserve).
Il 264 (SAS) Signal Squadron fu costituito nel luglio 1966 per supportare il 22 SAS e segue le orme del corpo delle trasmissioni formato nel 1951 per gli Scout della Malesia. Il 63 (SAS) Signal Squadron (V) nacque il 1º aprile 1967 per supportare il 21 SAS e il 23 SAS, da elementi del 41 Signal Regiment, 63 Signal Regiment, 327 Signal Squadron e 115 Field Squadron dei Royal Engineers.
Il reggimento ha incorporato anche il 267 (SRR) Signal Squadron e il nuovo squadrone 268 (UKSF) Signal Squadron. Il 267 Signal Squadron è nato il 18 dicembre 1987. Il 268 (UKSF) Signal Squadron includeva gli elementi di comunicazione del 264 (SAS) Signal Squadron che fornivano comunicazioni strategiche a lungo raggio.
L'emblema del reggimento è uno Xiphos (spada tipica della fanteria nell'antica Grecia) con il numero 18 in caratteri romani e tre saette a rappresentare i tre reggimenti supportati: SAS, SBS e SRR.
Il reggimento ha prestato servizio in Afghanistan e Iraq contando varie perdite in operazioni con le forze speciali.

## Ruolo
Il reggimento si pone l'obiettivo di proiettare "in tutto il mondo la capacità militare del CIS per consentire alle Forze Speciali del Regno Unito (UK Special Forces) di intervenire con operazioni in supporto della politica del Governo, della politica estera, della sicurezza e della difesa" con unità capaci di fornire supporto ravvicinato a SAS, SBS e SRR.

## Selezione e addestramento
Tutti i membri regolari delle tre Forze Armate Britanniche e tutti i membri della Army Reserve hanno la possibilità di unirsi a questo reggimento.
Come prima cosa è necessario frequentare un corso di 5 giorni (Briefing Course) e successivamente completare con successo il UK Special Forces Communicators Course (UKSFCC) della durata di 25 settimane per diventare Special Forces Communicator (SFC). Prima di frequentare l'UKSFCC, i candidati hanno la possibilità di frequentare l'SFC Preparation Course, della durata di 3 settimane.
Lo Special Forces Communicators Course è strutturato in sei fasi: valutazione tecnica, supporto generale alle comunicazioni, attitudini fisiche, comunicazioni per il supporto ravvicinato, comportamento dopo la cattura, addestramento militare e infine addestramento da paracadutista delle forze speciali.

## Unità incluse
Il reggimento comprende:
- SBS Signal Squadron
- 264 (SAS) Signal Squadron
- 267 (SRR) Signal Squadron
- 268 (UKSF) Signal Squadron
- 63 (UKSF) Signal Squadron